# Parlement du Monténégro
XIIe législature
Bâtiment de l'Assemblée
Le Parlement du Monténégro (en monténégrin Скупштина Црне Горе / Skupština Crne Gore) est l'institution monocamérale chargée de l'exercice du pouvoir législatif et du contrôle du gouvernement au Monténégro.
Élu démocratiquement pour la première fois en 1990, au sein de la république fédérale de Yougoslavie, il proclame l'indépendance du Monténégro le 3 juin 2006, à la suite d'un référendum en ce sens.

## Pouvoirs
En premier lieu, il lui revient d'adopter les lois, sur proposition d'un député, ou plus, du gouvernement ou d'au moins six mille électeurs. Les lois concernant le droit électoral et le droit de propriété des étrangers requièrent une majorité des deux tiers.
Les députés investissent et démettent de leurs fonctions le Premier ministre, les ministres, le président de la Cour suprême, de la Cour constitutionnelle, et les juges de cette dernière. Ils choisissent le procureur général, le protecteur des droits humains et des libertés et le gouverneur de la banque centrale.

## Système électoral
Le Parlement du Monténégro est doté de 81 sièges pourvus pour quatre ans au scrutin proportionnel plurinominal avec listes bloquées dans une unique circonscription électorale nationale. Les sièges sont répartis selon la méthode D'Hondt à tous les partis ayant franchi le seuil électoral de 3 % des suffrages exprimés. Les partis représentant une minorité ethnique dont les membres totalisent au moins 15 % de la population d'un district sont cependant en partie affranchis de ce seuil, celui-ci étant alors abaissé à 0,7 %, pour un maximum de trois sièges. Pour les partis représentant la minorité croate, il descend à 0,35 % et donne droit à un siège.

## Présidence
Le Parlement est présidé, depuis le 30 octobre 2023, par Andrija Mandić, du parti Nouvelle démocratie serbe.

### Liste des présidents
- Risto Vukčević (1992-1994)
- Svetozar Marović (1994-2001)
- Vesna Perović (2001-2002)
- Filip Vujanović (2002-2003)
- Dragan Kujović (intérim, 2003)
- Ranko Krivokapić (2003-2016)
- Milutin Simović (intérim, 2016)
- Darko Pajović (2016)
- Marija Ćatović (intérim, 2016)
- Ivan Brajović (2016-2020)
- Miodrag Lekić (intérim, 2020)
- Aleksa Bečić (2020-2022)
- Strahinja Bulajić (intérim, 2022)
- Danijela Đurović (2022-2023)
- Andrija Mandić (depuis 2023)